# Кицковское
Кицковское — озеро в Себежском районе Псковской области.

## Описание
Площадь — 0,62 км². Максимальная глубина — 6 м, средняя глубина — 3 м. Площадь водосбора — 3,4 км². Высота над уровнем моря — 121,9 м.
Проточное. Соединено протокой с озером Шушковское. В Кицковское озеро впадает несколько ручьёв.
Дно илисто-песчаное, каменистое. Зарастает слабо.
Тип озера плотвично-окунёвый с лещом. В озере обитают рыбы: лещ, плотва, окунь, щука, ёрш, густера, красноперка, карась, линь, язь, вьюн, щиповка.
На берегу озера расположены деревни Кицково, Гвозды.

## Водный реестр
По данным государственного водного реестра России относится к Балтийскому бассейновому округу, водохозяйственный участок реки — Великая от истока до в/п д. Гуйтово, речной бассейн — российская часть бассейна реки Нарва. Код водного объекта — 01030000111102000026134.